# Lükő Géza
Lükő Géza (Körtvélyes (Torna vármegye), 1822. július 2. – Körtvélyes, 1893. június 6.) ügyvéd és országgyűlési képviselő.

## Élete
Lükő Sándor és Horváth Johanna nemes szülők fia volt. A gimnáziumot Rozsnyón, a jogot Eperjesen végezte.
Az 1843-44-es pozsonyi országgyűlésen mint jurátus részt vett, és ott nyert ügyvédi oklevelet, mely után sokáig Tihanyi temesi grófnak volt titkára; de e hivatalából hazaszólította őt megyéje, ahol 24 éves korában alszolgabírónak választották meg. Másfél év múlva, 1848. május 15-én főszolgabírónak választotta Torna vármegye. Batthyány Lajos miniszterelnök felhívására 200 főből álló szabadcsapatot szervezett, mely egyik tisztévé Lükőt választotta, aki otthagyta szolgabírói hivatalát. Görgey Artúr táborában a kápolnai csatában Verpelétnél megsebesült; felgyógyulva újra elfoglalta hivatalát és nagy tevékenységet fejtett ki Torna vármegyében a szabadságharc érdekében. Paszkevics herceg egy cserkesz csapatot küldött ki a tornaiak megfékezésére. Lükő megmenekült, és helyette Zassz orosz tábornok egy elfogott kereskedőt halálra is ítélt, de a tévedés kiderült, és a megszabadult kereskedő sietett figyelmeztetni Lükőt, mi vár reá, ha az oroszok kezébe kerül.
A szabadságharc után egy ideig bujdosott, majd birtokára vonult és gazdálkodott. 1861-ben Torna vármegye másodalispánná választotta, de nemsokára letette hivatalát. 1865-ben a görgői kerület megválasztotta képviselőjének. 1872-ben Torna megye alispánja lett, de 1873-ban a görgői kerület újból megválasztotta, és azután folytonosan ezt a kerületet képviselte függetlenségi programmal. 1887–92-ben kimaradt, és ezután elvonulva élt szerény falusi magányában.
Az egyházi téren huzamosabb ideig volt tanácsbíró. 1881-től egyházmegyei gondnok, tagja volt a debreceni zsinatnak, a konventnek és a konventi legfőbb bíróságnak; a függetlenségi pártklubnak pedig alelnöke volt.
Országgyűlési beszédei a Naplókban (1865–68, 1872–75, 1875–78, 1878–81, 1881–1884, 1884–87) jelentek meg.